# Hulk (truyện tranh)
Hulk hay còn gọi Người Khổng Lồ Xanh là nhân vật siêu anh hùng giả tưởng xuất hiện trong nhiều bộ truyện tranh của Mỹ phát hành bởi Marvel Comics, sáng tác bởi nhà văn Stan Lee và họa sỹ Jack Kirby, lần đầu xuất hiện trong truyện The Incredible Hulk #1 (tháng 5 năm 1962). Anh cũng được ghi nhận là một trong 5 thành viên đầu tiên của biệt đội siêu anh hùng The Avengers. Qua những lần xuất hiện trong truyện, Hulk được miêu tả là một người khổng lồ màu xanh lá sở hữu siêu sức mạnh và siêu chịu đựng, gần như không có giới hạn. Khi càng giận dữ, sức mạnh của Hulk càng tăng. 

## Tiểu sử
Robert Bruce Banner sinh ra với cuộc sống không được yên ấm cho lắm khi ngày nào cũng phải chứng kiến sự vũ phu của cha và sự cam chịu thầm lặng của mẹ, người cha chưa bao giờ chấp nhận Bruce và luôn luôn tìm mọi cách đánh đập mẹ con anh. Trong một cơn say rượu, ông đã giết mẹ Banner. Mồ côi mẹ và bị bỏ rơi bởi cha, Bruce được nuôi lớn bởi người dì, nhưng ký ức về những trận đòn kinh hoàng và đêm đẫm máu ấy lúc nào cũng ám ảnh anh, ảnh hưởng rất nhiều đến tâm trí, tình cảm và cơn giận của Banner từ đó và về sau.
Tuy đau thương, như Banner đã học rất giỏi, đỗ vào đại học công nghệ New Mexico, nơi anh ấy nghiên cứu về khoa học nguyên tử, năng lượng. Anh đã được mời đến phục vụ cho quân đội nơi anh ấy gặp đại tướng Thunderbolt Ross, và con gái cũng như bóng hồng đầu tiên của cuộc đời anh: Betty Ross. Bruce được trao nhiệm vụ thiết kế quả bom Gamma, mang một lượng phóng xạ khổng lồ. Điều mà anh ấy sẵn sàng đánh đổi mọi thứ để từ chối nó nếu có khả năng trở về quá khứ.

### Trở thành Hulk
Trong lúc tiến hành thử nghiệm bom, do cố gắng cứu một người dân: Rick Jones, người sau này thành một người bạn thân nhất của anh, và là người duy nhất trong 2 người mà Hulk không bao giờ đánh, Betty và anh ấy. Banner lãnh đủ lượng phóng xạ do quả bom phát ra. Nhưng do cấu trúc gene đặc biệt, nên Banner không chết mà còn hấp thụ hết gamma và biến anh thành một con quái vật cơ bắp, màu xanh.
Hulk biến hình vào lúc mặt trời mọc và biến lại thành Banner vào ban đêm. Sau một hồi cố gắng nghiên cứu và điều khiển, thì Bruce sẽ biến thành Hulk khi quá phấn khích, tức giận, đau buồn. Làn da cũng dần chuyển từ xám sang xanh lá. Vì sức mạnh của mình, anh bị một đạo quân của người ngoài hành tinh Toad menv săn đuổi. Nhưng với sự hùng mạnh của Hulk, đạo quân bị đẩy lùi một cách dễ dàng.
Sau này, Hulk đã gặp Robert Reynold (Sentry), hai người trở thành bạn thân và cùng chung tay đánh bại The Void, kẻ thù lớn nhất của Sentry. Nhưng Bruce đã hoàn toàn quên về tình bạn đó khi Sentry xóa sạch trí nhớ của người trên Trái Đất về thảm họa The Void.

### Avengers
Sau một hồi quậy tan tành New York, Banner lui về ở ẩn nhưng lại bị lừa bởi Loki. Loki muốn lừa Hulk đánh nhau với Thor để ngăn cản Thor cứu Trái Đất, tuy nhiên trận đánh đã bị ngăn lại, sau đó Iron Man, Thor, Captain America, Waps đã cùng hợp sức lại lập ra hội Avengers, đánh bại Loki. Hulk là một trong những thành viên khai sinh của Avengers. Nhưng nhanh chóng bị khai trừ vì bất đồng quan điểm. Hulk lập một đội mới với Submarine và đánh nhau với Avenger, cụ thể là Thor. Nhưng Thor dễ dàng đánh cho Hulk gần chết, và vứt xuống biển.
Hulk lại cố gắng phục thù bằng cách quay lại New York quậy tan tành, nhưng lại bị đẩy lùi bởi F4, và Hulk bị đẩy lùi về New Mexico.
Giờ là sự săn đuổi của quân đội, và các kẻ xấu khác, Hulk cố gắng rút vào nơi ít người và ẩn náu, tuy nhiên Mandarin (kẻ thù của Ironman) đã cử Sandman theo săn đuổi anh ta, nhưng kết quả là người cát bị nhốt lại trong một cái lọ. Do đánh nhau quá lớn nên Banner đã bị bắt giữ bởi quân đội, họ tính mượn Hulk làm ngòi nổ thế chiến thứ 3. Nhưng Betty đã giải thoát anh, và Hulk phá tan tành căn cứ quân sự đó. Ngăn chặn thế chiến thứ 3.
Sau đó, Hulk đã gặp cô em họ của mình, Jennifer Walters. Và khi truyền máu để cứu cô em, Jenny đã bị nhiễm gamma, biến cô ta thành She-Hulk.
Hulk đã bị tách ra khỏi Banner do Leonard Samson. Và do bất cẩn Hulk đã trốn thoát và trở thành một mối nguy hại lớn. Banner đã gia nhập biệt đội HulkBuster, anh cưới Betty và mơ về một cuộc sống của người bình thường. Nhưng số phận vẫn tiếp tục ám ảnh anh, Hulk vẫn trở về với Banner. Sau đó không lâu thì Betty chết. Hulk tìm đến người mới là Cajera Oldstrong, công chúa của hành tinh Skaar.

### World War Hulk
Tức giận vì nhóm Ilumnati đã giết vợ và đứa con chưa chào đời, Hulk quyết định trở về Trái Đất và tuyên chiến với họ, hulk đã đánh bại Iron Man, Stange, Blackbolt, F4, và rất nhiều anh hùng khác, và chỉ bị dừng lại khi vệ sĩ hoàng kim Sentry đến, hai bên đánh nhau chí tử, sentry đã bùng nổ sức mạnh ra và biến cả hai thành người thường. Sau đó, thấy Rick Jones bị thương năng, Hulk đã bùng nổ sức mạnh khủng khiếp khi làm chấn động cả nước mỹ trong 2 bước chân.

## Năng lực của Hulk
Banner được xem là một trong những trí tuệ siêu việt nhất trên Trái Đất, sở hữu "trí tuệ tuyệt vời đến nỗi không thể đo nó bằng bất cứ bài kiểm tra trí óc nào." Anh ta có kiến thức về sinh học, hóa học, vật lý, sinh lý học, và vật lý hạt nhân. Dùng những kiến thức này, Banner tạo ra công nghệ gọi là "Bannertech", thứ có thể sánh ngang hàng với các công trình của Tony Stark hay Doctor Doom.
Sức mạnh của Hulk lại phụ thuộc vào cơn giận, khi cơn giận càng cao thì Hulk càng khỏe, sánh ngang với những siêu anh hùng khác như Thor, Sentry, Silver Surfer,...
Hulk có thể nhảy cực xa đến cả ngàn dặm với mỗi bước nhảy của mình, anh ta đã từng nhảy 1 phát lên đỉnh Olympus, sức bền của Hulk là vô tận, anh ấy có thể hoạt động, đánh nhau, di chuyển hàng chục ngày liền, phản xạ tốc độ của Hulk vượt qua hẳn con người, và nó càng tăng thêm theo cơn giận của Hulk.
Tất nhiên Hulk không phải vô đối, adamantinum và vibranium có thể gọi là điểm yếu của anh ta khi đâm xuyên qua da Hulk nhưng hồi phục rất nhanh. Hulk hoàn toàn không có điểm yếu trên lý thuyết. Để đánh bại được Hulk hay thậm chí giết Hulk thì cần phải có những thực thể vũ trụ, hoặc các vị thần, ma thuật hoặc những cá nhân hùng mạnh như Sentry, Thor, Onslaught, Apocalypse. Có thể nói Betty là điểm yếu duy nhất của Hulk khi cô ta có thể làm Hulk dịu lại, hoặc Red Hulk hút hết gamma từ Hulk, biến thành Banner. Tuy nhiên, sức mạnh của Hulk phụ thuộc nhiều vào độ giận dữ (cảm xúc) của anh nên cũng không ít lần bị đánh bại (Thor, bộ giáp Hulkbuster của Iron Man,...) nhưng cũng chỉ làm Hulk bất tỉnh chứ không thể giết được
Hiện tại Hulk đang tham gia với Avengers chống lại X-men trong sự kiện AVX (Avengers vs X-men)